# Joana Lourenco Magalhaes
Joana Lourenco Magalhães (* 6. August 2004) ist eine luxemburgische Fußballspielerin.

## Karriere

### Vereine
Die Stürmerin stammt aus der Jugend der Young Boys Diekirch und kam dort in der Saison 2018/19 zu ihrem Debüt im Seniorenbereich. Ihre ersten Partien absolvierte sie noch für die drittklassige Reservemannschaft, doch es folgte schnell der Wechsel in die Erste Mannschaft des Vereins. Seitdem ist Lourenco Magalhães Leistungsträgerin und regelmäßig beste Torschützin, in bisher 108 Erstligapartien erzielte sie 114 Treffer für Diekirch.

### Nationalmannschaft
Als 17-Jährige debütierte Lourenco Magalhães in der A-Nationalmannschaft Luxemburgs, die am 12. Juni 2021 in Weidingen das in Freundschaft ausgetragene Länderspiel gegen Belgien mit 0:1 verlor; sie griff mit Einwechslung in der 64. Minute ins Spielgeschehen ein. Ihr erstes Länderspieltor erzielte sie am 16. Februar 2022 in Mamer beim 5:0-Sieg im Freundschaftsspiel gegen Tahiti. Drei Tage später schoss sie gegen den gleichen Gegner beim 11:0-Sieg im französischen Molsheim vier Treffer.

## Sonstiges
Ihre Zwillingsschwester Mariana Lourenco Magalhães (* 2004) ist ebenfalls Fußballspielerin bei den Young Boys Diekirch und absolvierte bisher 7 A-Länderspiele für Luxemburg.